# NTFS-3G
NTFS-3G è un driver NTFS, open source e gratuito per Linux, macOS, FreeBSD, NetBSD, BeOS e Haiku, disponibile con licenza GNU General Public License.
A differenza di altri driver NTFS (come ad esempio quello contenuto nel kernel di linux), NTFS-3G offre un supporto completo in scrittura. Possono essere creati, rinominati, spostati o cancellati file di qualsiasi dimensione. NTFS-3G non può ancora modificare file criptati o compressi e i permessi di accesso ai file.
Questo driver funziona in spazio utente; le partizioni NTFS sono montate usando il framework per la gestione dei file system FUSE
NTFS-3G è basato sul driver ntfsmount, ma offre un completo supporto in lettura e scrittura e risulta il miglior driver NTFS alternativo a quello Microsoft, sia in termini di funzionalità che di prestazioni.
NTFS-3G è compatibile con ogni versione attuale di file system NTFS

## Cronologia
- luglio del 2006, inizia la creazione del driver NTFS-3G da parte di Szabolcs Szakacsits[2].
- 31 ottobre 2006,NTFS-3G diventa un progetto indipendente, staccandosi dal progetto Linux-NTFS
- 21 febbraio 2007, viene distribuita la prima versione stabile (1.0). Szabolcs Szakacsits annuncia "l'uscita del primo driver NTFS, stabile, con supporto in lettura e scrittura, open source e gratuito"[3].
- 28 marzo 2007, viene distribuita la versione 1.328 che offre sensibili miglioramenti in termini di prestazioni.
- 16 aprile 2007, viene distribuita la versione 1.416 che permette di montare partizioni anche se il file di journal non è pulito, permettendo così di evitare l'utilizzo di utility come CheckDisk di Windows o ntfsfix.
- 10 marzo 2008, viene distribuita la versione 1.2310: un'ulteriore revisione con molti bugfix, pulitura del codice e incrementi prestazionali.
- L'ultima versione stabile è la 2009.4.4, distribuita il 2 aprile 2009.